# CRUD
En informática, CRUD es el acrónimo de "Crear, Leer, Actualizar y Borrar" (del original en inglés: Create, Read, Update and Delete), que se usa para referirse a las funciones básicas en bases de datos o la capa de persistencia en un software.
En algunos lugares, se utilizan las siglas ABM para lo mismo ("Alta, Baja y Modificación"), obviando la operación de "obtener"; el acrónimo ABC para "Altas, Bajas y Cambios"; ABML siendo la última letra (L) de "listar, listado o lectura"; ABMC siendo la 'C' de "Consulta"; o  bien CLAB que sería la traducción literal del acrónimo ("Crear, Leer, Actualizar y Borrar") también se llega a usar el acrónimo ABCC ("Altas, Bajas, Cambios y Consultas").
También es usado el ABCDEF: "Agregar, Buscar, Cambiar, Desplegar (listar), Eliminar, Fichar (Ficha, cédula o Reporte de un registro)".
En programación, crear, leer, actualizar y borrar (con el acrónimo CRUD) son las cuatro funciones básicas de la persistencia de bases de datos. Términos alternativos son usados a veces cuando se definen las cuatro funciones básicas de CRUD, como “recuperar” en vez de “leer”, “modificar” en vez de “actualizar” o “destruir” en vez de “borrar”. CRUD se usa también a veces para describir convenciones de interfaz de usuario que facilita la vista, búsqueda y modificación de la información; a menudo se usa en programación de formularios (forms)  e informes (reports).  El término fue popularizado por primera vez por James Martin en su libro del año 1980 Managing the Data-base Environment. El acrónimo puede extenderse a CRUDL para cubrir el listado de gran cantidad de datos que conllevan una complejidad tal como paginación cuando los registros de datos son demasiado grandes para alojarse fácilmente en memoria.